# Thomas Ljungquist
Adolf Thomas Ljungquist, född 18 februari 1872 i Norberg, Västmanlands län, död 1915, var en svensk maskiningenjör.
Ljungquist avlade mogenhetsexamen 1890, blev elev vid Kungliga Tekniska högskolan samma år och avlade avgångsexamen 1894. Han företog studieresor i Europa 1898, 1900 och 1902. Han var ritare och konstruktör hos Gustaf de Laval 1894–1896, chef på ritkontoret vid Mekaniska verkstaden Vulcan i Norrköping 1896–1898, lektor i mekanik, maskinlära och mekanisk teknologi vid Tekniska elementarskolan i Norrköping 1898–1900 och i allmän mekanik, maskinlära med ritning samt mekanisk teknologi vid Tekniska elementarskolan i Malmö från 1900.
Ljungquist utgav Kraftmotorer. Deras konstruktion och skötsel (1. Ångpannor; 2. Ångmaskiner; 3. Varmluftsmaskiner, explosionsmaskiner m.m.; 4. Vattenkraft- och luftkraftmaskiner; 5. Elektromotorer; 1899–1901, femte häftet utarbetat av Karl Landtmanson, flera upplagor) och Gjutning (1904). Han var även medarbetare i Uppfinningarnes bok.